# Taimhotep
Taimhotep (t3ỉ-ˁỉỉ-m-ḥtp, görögül ταιμουθης, Taimuthész) (i. e. 73. december 17. – i. e. 42. február 15.) ókori egyiptomi hölgy, a ptolemaida kor végén élt. Két, VII. Kleopátra korabeli sztéléről ismert, az egyik egy hieroglif írású mészkősztélé, amely i. e. 43-42-ben készült, Memphiszből vagy Szakkarából került elő, és ma a British Museumban található (BM 147), a másik ennek démotikus változata, amely töredékesen maradt fenn, szintén a British Museumban található (BM 377).
A BM 147 sztélé felső részén Taimhotepet több isten: Szokar-Ozirisz, Ápisz, Ízisz, Nebethet, Hórusz, Anubisz és a Nyugat jelképe előtt hódolva ábrázolják. A sztélé 21 soros szövege beszámol Taimhotep életéről.
XII. Ptolemaiosz uralkodásának 9. évében született, előkelő családban apja Hahapi, aki Ptah, Min, Hnum-Ré és Hórusz papja, anyja Heranh, zenész Ptah kultuszában. Testvérei I. Paserienamon főpap és Taneferher, akik később összeházasodtak; egy további lehetséges testvére Horemhotep írnok. Tizennégy évesen, a 23. uralkodási évben (i. e. 58. július 25.) feleségül ment Ptah főpapjához, III. Paserienptahhoz, akitől három lánya és egy fia született. Gyermekeinek neve a BM 377 sztélén maradt fenn: fia Imhotep-Pedubaszt, lányai Bereniké, Heranh (becenevén Beludzse) és Heredanh; utóbbiról azonban tudni, hogy nem Taimhotep volt az anyja, mert hét évvel Taimhotep házassága előtt született; neve valószínűleg tévedésből került a sztélére Taimhotep valódi harmadik lánya, Her'an (becenevén Taenpedibaszt) helyett, akinek neve Paserienptah egy sztéléjén (Ash. M. 1971/18) maradt fenn.
Három lányának születése után az óbirodalom idején élt, később évezredeken át istenként tisztelt tudóshoz, Imhotephez fohászkodott fiúgyermekért. Imája meghallgatásra talált, és i. e. 46-ban (VII. Kleopátra 6. uralkodási évében) született egy fiuk, akit Imhotep-Pedubasztnak neveztek el. Taimhotep négy évvel később meghalt. Az irodalmi hatást is tükröző sztélén Taimhotep szomorkodik korai halála miatt, arra biztatja férjét, hogy élvezze az életet; hasonló témában ez a leghosszabb ókori egyiptomi szöveg. Férjének szintén fennmaradt két sztéléje, ezekről kiderül, hogy a Taimhotep halálát követő évben Paserienptah is meghalt, negyvenkilenc évesen. Fiuk, Imhotep-Pedubaszt i. e. 39-ben Ptah főpapja lett, de fiatalon meghalt, i. e. 30-ban.